# Atractus imperfectus
Atractus imperfectus är en ormart som beskrevs av Myers 2003. Atractus imperfectus ingår i släktet Atractus och familjen snokar. Inga underarter finns listade.
Arten förekommer i Panama. Honor lägger ägg.